# Llista de falsos amics del català amb el castellà
Aquesta és una llista de falsos amics més habituals entre el castellà i el català.
Humorísticament, hom podria dir que un rètol Colgar peces jueves ca l'antiquari és en català, però a la peixateria és en castellà.
Alguns d'aquests falsos amics han esdevingut interferències del castellà sobre el català, per la qual cosa són sovint reconeguts com a castellanisme. Fins i tot n'hi ha que han assolit el grau de normativitat, atès que han estat admesos pel DNV o pel DIEC.
| Castellà                              | Que en català seria | Semblant al català                             | Que en castellà seria |
| acostarse                             | ajeure's; gitar-se | acostar-se                                     | acercarse |
| afamado, ada                          | famós, osa | afamat, ada                                    | hambriento, a |
| alejar                                | allunyar | alejar                                         | aletear |
| alquilar                              | llogar (verb), lloguer (nom) | alquilar                                       | introducir un grupo alquilo en una molécula orgánica |
| altillo                               | entresolat (en naus industrials, tallers de mecànica automòbil, o en cases espaioses pis a mitja alçada); sostremort (espai buit entre teulada i sostre); mansarda | altell (=tossal)                               | otero, colina, altozano, loma |
| amanecer                              | sortir el sol | amanir                                         | aliñar |
| ampolla                               | butllofa, bòfega | ampolla (botella, bòtil)                       | botella |
| andar                                 | caminar | anar                                           | ir |
| apurar                                | verificar o desentrellar la veritat exposant-la sense omissió, aclarir; extremar, portar fins a l'extrem; esgotar, exhaurir; apressar, cuitar; atabalar, donar destret, pressionar, forçar, fer córrer, collar; capficar, preocupar, afligir; avergonyar, avergonyir; escurar, abrasir (restar sense diners) | apurar                                         | depurar, apurar; poner en claro (las cuentas). |
| así                                   | així | ací                                            | aquí |
| avería                                | avaria | averia                                         | ganado, animales domésticos en general, sean grandes, sean gallinas o conejos |
| besó                                  | besà | bessó                                          | gemelo |
| bizca                                 | guenya | visca!                                         | ¡viva! |
| boleto                                | butlleta | bolet                                          | seta |
| bordar                                | brodar | bordar                                         | ladrar |
| borrego                               | ovella | borrego                                        | cierta pasta de harina y azucar |
| borró                                 | esborrà | borró                                          | brote, yema |
| botica                                | farmàcia, ca l'apotecari | botiga                                         | tienda |
| bruto                                 | bèstia | brut                                           | sucio |
| calces                                | falques (de tren p. e.) | calces                                         | pantalones; bragas |
| cama                                  | llit | cama                                           | pierna |
| can                                   | gos, ca | can                                            | casa de |
| cebada                                | ordi | civada                                         | avena |
| cerradura                             | pany | serradura                                      | serrín; sierra (acción de serrar) |
| colgar                                | penjar | colgar(-se)                                    | enterrar; acostarse |
| cristal                               | vidre (d'una finestra); cristall (material) | cristall                                       | cristal (cristalería=cristalleria, vidratge (vasija de vidrio); vidrieria (ofici de vendre vidre) |
| cumplimentar (rellenar una solicitud) | emplenar | complimentar                                   | cumplimentar |
| cocina                                | cuina | cosina                                         | prima |
| coto                                  | vedat | cotó                                           | algodón |
| cuesta                                | costa (terreny que fa pendent); almoina, questa | costa                                          | costa (vora de mar o riu) |
| cuidar                                | prendre cura de, vetllar | cuidar + inf.                                  | pensar, estar a punto de |
| depurar                               | depurar, apurar | depurar                                        | rehabilitar (en l'exercici del càrrec qui per causes polítiques estava separat o en suspens); sotmetre un funcionario a report per a sancionar-ne la conducta polític; depurar (llevar les impureses d'alguna cosa) |
| desnudar                              | despullar | desnuar                                        | desanudar, desatar; descoyuntar |
| divisar                               | albirar, entreveure, afigurar, ataüllar | divisar                                        | divisar (heràldica) |
| engatar                               | enganyar, engatussar | engatar                                        | emborrachar |
| escoltar                              | escortar | escoltar                                       | escuchar |
| espalda                               | esquena | espatlla (espatla)                             | hombro |
| esquina                               | cantonada | esquena                                        | espalda |
| exprimir                              | esprémer | exprimir                                       | expresar |
| filo                                  | tall (d'una espasa, ganivet, etc.) | fil                                            | hilo |
| fresa                                 | maduixa, fraula, fraga | fressa                                         | ruido |
| fusta                                 | fuet (estri) | fusta                                          | madera |
| garra                                 | urpa, arpa | garra (tenir bona garra: tener buenas piernas) | pierna |
| garza                                 | agró (garza real y garza roja), agró roig (garza roja), bernat pescaire (garza cenicienta) | garsa                                          | urraca |
| golfas                                | deshonestes; pocavergonyes, esquenadretes; prostitutes | golfes (les)                                   | el desván |
| guardar                               | desar | guardar                                        | preservar; proteger |
| hambre                                | fam, gana | ambre                                          | ámbar |
| hombres                               | homes | ombres                                         | sombras |
| judía                                 | jueva; mongeta, fesol | judia (juia, fredeluga Vanellus cristatus)     | avefría |
| jueves                                | dijous | jueves                                         | judías (hebreas) |
| lanzar                                | llançar, tirar | llençar                                        | tirar a la basura |
| llevarse                              | emportar-se | llevar-se                                      | levantarse |
| males                                 | mals | males                                          | malas |
| manar                                 | rajar | manar                                          | mandar |
| mancha                                | taca | manxa                                          | fuelle |
| mares                                 | mars | mares                                          | madres |
| mató                                  | va matar | mató                                           | requesón |
| melena                                | deposición o vómito de sangre negra | melena                                         | cabellera |
| nombre                                | nom | nombre                                         | número |
| oreja                                 | orella | oreja (d'orejar, airejar)                      | airea |
| paño                                  | drap | pany                                           | cerradura |
| pare                                  | pari | pare                                           | padre |
| pares                                 | parells | pares                                          | padres |
| pegar                                 | enganxar, encolar | pegar                                          | pegar (dar golpes) |
| por                                   | per | por                                            | miedo |
| poste                                 | pal | post                                           | plancha, tabla; estante |
| prim                                  | cosí | prim                                           | delgado |
| pujar                                 | fer esforços per a obtenir quelcom | pujar                                          | subir |
| rajar                                 | tallar | rajar                                          | manar |
| rentar                                | rendir | rentar                                         | lavar |
| rentable                              | rendible | rentable                                       | lavable |
| res                                   | bèstia, animal boví, de llana o de cabrum, o salvatges com cérvols, porcs senglars, etc. | res                                            | nada (ninguna cosa) |
| revocar                               | (ar)rebossar, lluir, alluir, enlluir, eixalbar, referir (una paret); revocar | revocar                                        | revocar |
| salpicar                              | esquitxar, esguitar; escatxigar; espargir; escampar; fig. omplir; farcir | salpicar                                       | salpicar (= esparcir; espolvorear; rociar; pron. salpicarse; mancharse; ensuciarse; fig. manchar (la reputación); fig. (dinero, etc) soltar; aflojar)                                                               |
| saltear                               | saltar (cuina) | saltejar (assaltar)                            | saltear, asaltar |
| saltamontes                           | lla(n)gost(a) de terra, saltarella, lla(n)gostí | saltamartí                                     | tentempié, dominguillo |
| sentir                                | sentir, ressentir | sentir                                         | oir; sentir |
| tasca                                 | taverna | tasca                                          | tarea |
| tachar                                | ratllar; qualificar (de) | tatxar                                         | cortar para catar |
| trepa                                 | s'enfila | trepa                                          | gentío |
| trepar                                | enfilar-se | trepar                                         | taladrar |
| trigo                                 | blat | trigo                                          | tardo (yo) |
| tumbarse                              | jaure/jeure, ajaure's/ajeure's, estirar-se | tombar(-se)                                    | girar(se) |
| vaga                                  | gandula, mandrosa; Mancada de fixesa - no clarament definida o situada | vaga                                           | huelga |
| venda                                 | bena | venda                                          | venta |
| verja                                 | reixa, tanca | verge                                          | virgen |
| vuelta                                | canvi (de moneda); tornada (d'un viatge) | volta                                          | vez; bóveda |

Llista de mots amb alguna de les accepcions enganyosa
| Castellà | Català | Accepció coincident amb el català           | Traducció de l'accepció diferent del català |
| cola     | cola | cola (per a encolar), beguda de soda, arbre | cua                                         |
| oido     | oïda | un dels cinc sentits                        | orella (l'aparell)                          |
| palo     | bastó, garrot; mànec (d'escombra, destral); fusta (pota de fusta, espasa de fusta); coll (de cartes); mandra, llauna (cosa feixuga) | pal                                         | poste                                       |
| peca     | peca | del verb pecar                              | piga                                        |